# 2033년 문제
2033년 문제(중국어: 2033年问题, 병음: 2033nián wèntí)는 무중치윤법(無中置閏法) 하에서 윤달 배정 규칙의 순서 모호로 인해 발생하는 문제이다.

## 배경
이는 하반기에 지구 공전속도가 빨라 1중기의 간격이 삭망월보다 짧아 음력달이 2개의 중기를 포함하게 될 수 있는데 2033년 가을부터 2034년 봄 사이에는 무중월이 3개, 그 사이에 2중월이 2개가 온다. 이로 인해 윤달을 결정하려면 단순히 무중월을 윤달로 하는 데는 한계가 있다.
| 편의상의 월명 | 24절기           | 음력 초하루 (삭 시간)  | 중기를 포함한 날       | 중기     | 윤7월인 경우 | 윤 11월인 경우 | 윤 1월인 경우 |
| ------------- | ---------------- | ---------------------- | ---------------------- | -------- | ------------ | -------------- | ------------- |
| A월           | 입추, 처서       | 2033년 7월 26일 17:12  | 2033년 8월 23일 4:03   | 처서     | 7월          | 7월            | 7월           |
| B월           | 백로             | 2033년 8월 25일 6:40   | 없음                   | (무중기) | 윤7월        | 8월            | 8월           |
| C월           | 추분, 한로       | 2033년 9월 23일 22:39  | 2033년 9월 23일 1:52   | 추분     | 8월          | 9월            | 9월           |
| D월           | 상강, 입동       | 2033년 10월 23일 16:28 | 2033년 10월 23일 10:27 | 상강     | 9월          | 10월           | 10월          |
| E월           | 소설, 대설, 동지 | 2033년 11월 22일 10:39 | 2033년 11월 22일 9:14  | 소설     | 10월         | 11월           | 11월          |
| E월           | 소설, 대설, 동지 | 2033년 11월 22일 10:39 | 2033년 12월 21일 22:45 | 동지     | 10월         | 11월           | 11월          |
| F월           | 소한             | 2033년 12월 22일 3:46  | 없음                   | (무중기) | 11월         | 윤 11월        | 12월          |
| G월           | 대한, 입춘, 우수 | 2034년 1월 20일 19:01  | 2034년 1월 20일 9:28   | 대한     | 12월         | 12월           | 1월           |
| G월           | 대한, 입춘, 우수 | 2034년 1월 20일 19:01  | 2034년 2월 18일 23:31  | 우수     | 12월         | 12월           | 1월           |
| H월           | 경칩             | 2034년 2월 19일 8:10   | 없음                   | (무중기) | 1월          | 1월            | 윤 1월        |
| I월           | 춘분, 청명       | 2034년 3월 20일 19:15  | 2034년 3월 20일 22:17  | 추분     | 2월          | 2월            | 2월           |
| J월           | 곡우, 입하       | 2034년 4월 19일 4:26   | 2034년 4월 20일 9:03   | 곡우     | 3월          | 3월            | 3월           |

## 대한민국
대한민국의 음력을 결정하는 한국천문연구원에서는 초기에는 먼저오는 무중월을 윤달로 하는 규칙을 이유로 윤 7월을 윤달로 하는 것으로 결정하였으나, 이후 11월을 동지로 고정하고 순차적으로 배정하는 학설과, 들어있는 중기의 이름에 따르고 첫째 무중월을 무조건 윤달로 하는 학설이 대립하여 결국 윤 11월을 두는 것으로 정정하였다. 이에 대해서도 한국천문연구원 내부의 혼선이 있는데, 이는 대한민국이 표준 시간대로 동경 135도(UTC+09:00)를 채택함으로써 나타나는 문제이다.

## 일본
일본의 경우에도 말기의 윤달 결정법을 따르는데 12중기 중 춘분을 2월, 하지를 5월, 추분을 8월, 동지를 11월로 규정하고 무중월을 윤달로 하는데 추분 이전에 첫 번째 무중월이 있어, 이것으로는 추분과 동지의 달을 모두 맞출 수 없다.

## 동아시아의 역법 선례
시헌력은 11월은 동지가 있는 달로 고정하고 순차적으로 배정하는 학설을 취하고 있다. 일본에서는 중국과의 시차로 인해 이런 일이 1851년에 발생했는데, 동지를 역의 기원으로 여겨 무조건 동지와 소설 또는 동지와 대한이 있을 때 11월로 하였다. 그 결과, 한국과 중국에서는 1851년에 윤달이 있은 후 동지가 음력 11월 초하루가 된 반면, 일본에서는 동지가 음력 11월 말일이 되고, 다음 날에 12월로 넘어가서 1852년에 가서야 윤달이 있게 되었다.

## 해결책
2중월이 있을 때 윤달의 결정법을 명확히 해야 한다. 시헌력의 방법을 따르거나, 2중월의 중기를 순차적으로 앞 또는 뒤로 밀어 순서대로 달이름을 세는 방식을 생각할 수 있다.

## 사회적 영향
이 문제로 인해 동아시아의 명절인 추석의 날짜가 크게 달라지는 문제점이 있다. 2033년의 추석은 윤달을 윤7월로 하는 경우 10월 7일, 윤11월로 하는 경우 9월 8일이 추석이 된다. 추석의 시기는 공휴일 수나 추석 제사 물가 등에 큰 영향을 끼치게 된다. 메톤주기에 따르면, 2014년의 추석은 9월 8일이었으므로 그 19년 후인 2033년에도 추석이 9월 8일이 된다.